# Gualeguaychu Aerodrome
Gualeguaychu Aerodrome är en flygplats i Argentina. Den ligger i den centrala delen av landet, 180 km norr om huvudstaden Buenos Aires. Gualeguaychu Aerodrome ligger 22 meter över havet.
Terrängen runt Gualeguaychu Aerodrome är mycket platt. Närmaste större samhälle är Gualeguaychú, 8,9 km öster om Gualeguaychu Aerodrome.
Trakten runt Gualeguaychu Aerodrome består i huvudsak av gräsmarker. Runt Gualeguaychu Aerodrome är det glesbefolkat, med 15 invånare per kvadratkilometer.